# Pteris kingiana
Pteris kingiana är en kantbräkenväxtart som beskrevs av Stephan Ladislaus Endlicher. Pteris kingiana ingår i släktet Pteris och familjen Pteridaceae. Inga underarter finns listade.